# Jana Matějková
Jana Matějková (Pelhřimov, 9 maggio 1970) è un'ex cestista ceca, fino al 1992 cecoslovacca.

## Carriera
Con la Rep. Ceca ha disputato tre edizioni dei Campionati europei (1995, 1997, 1999).